# Everybody Knows (альбом Стивена Стиллза и Джуди Коллинз)
| Совокупная оценка   | Совокупная оценка |
| Источник            | Оценка            |
| ------------------- | ----------------- |
| Metacritic          | 64/100            |
| Оценки критиков     |                   |
| Источник            | Оценка            |
| AllMusic            | [ 2 ]             |
| Americana UK        | 7/10              |
| American Songwriter | [ 4 ]             |
| CrypticRock         | [ 5 ]             |
| Paste               | 5.8/10            |
| PopMatters          | 7/10              |

Everybody Knows — совместный студийный альбом американских исполнителей Стивена Стиллза и Джуди Коллинз, выпущенный 22 сентября 2017 года на лейбле Wildflower Records по лицензии Cleopatra Records.

## Об альбоме
С 1968 по 1969 год Стиллз и Коллинз состояли в романтических отношениях. Стиллз даже посвятил несколько песен Джуди, в том числе «Suite: Judy Blue Eyes» и «Judy». Тем не менее, артисты никогда не записывали совместных песен и не выступали вместе на сцене. Стиллз заявил, что он и Коллинз долгие годы обсуждали возможность записать дуэт, в итоге они решили выпустить совместный альбом Everybody Knows и отправились в тур.

## Список композиций
| №                   | Название                        | Автор(ы)                                                       | Длительность |
| ------------------- | ------------------------------- | -------------------------------------------------------------- | ------------ |
| 1.                  | «Handle with Care»              | Боб Дилан, Джефф Линн, Том Петти, Джордж Харрисон, Рой Орбисон | 3:43         |
| 2.                  | «So Begins the Task»            | Стивен Стиллз                                                  | 3:35         |
| 3.                  | «River of Gold»                 | Джуди Коллинз                                                  | 3:36         |
| 4.                  | «Judy»                          | Стивен Стиллз                                                  | 4:02         |
| 5.                  | «Everybody Knows»               | Леонард Коэн, Шэрон Робинсон                                   | 5:26         |
| 6.                  | «Houses»                        | Джуди Коллинз                                                  | 4:36         |
| 7.                  | «Reason to Believe»             | Тим Хардин                                                     | 2:57         |
| 8.                  | «Girl from the North Country»   | Боб Дилан                                                      | 3:26         |
| 9.                  | «Who Knows Where the Time Goes» | Сэнди Денни                                                    | 5:40         |
| 10.                 | «Questions»                     | Стивен Стиллз                                                  | 3:44         |
| Общая длительность: | Общая длительность:             | Общая длительность:                                            | 40:45        |

## Чарты
| Чарт (2017)                           | Высшая позиция |
| ------------------------------------- | -------------- |
| Нидерланды (Album Top 100)            | 178            |
| США (Billboard 200)                   | 195            |
| США (Billboard Album Sales)           | 46             |
| США (Billboard Americana/Folk Albums) | 9              |
| США (Billboard Current Album Sales)   | 45             |
| США (Billboard Independent Albums)    | 13             |
| США (Billboard Top Rock Albums)       | 45             |